# Aldegundis

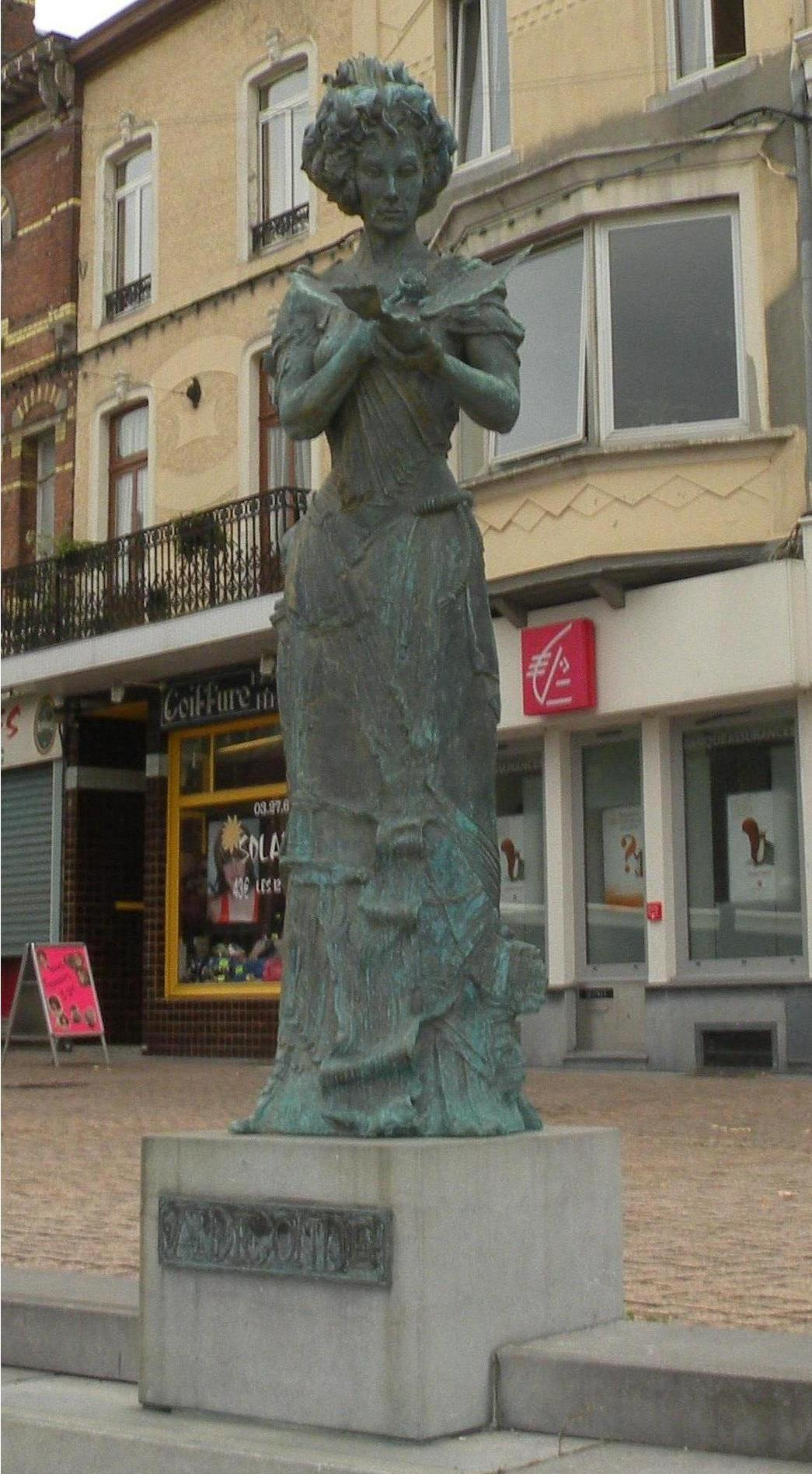
Statue der heiligen Aldegundis in Hautmont bei Maubeuge, 2009

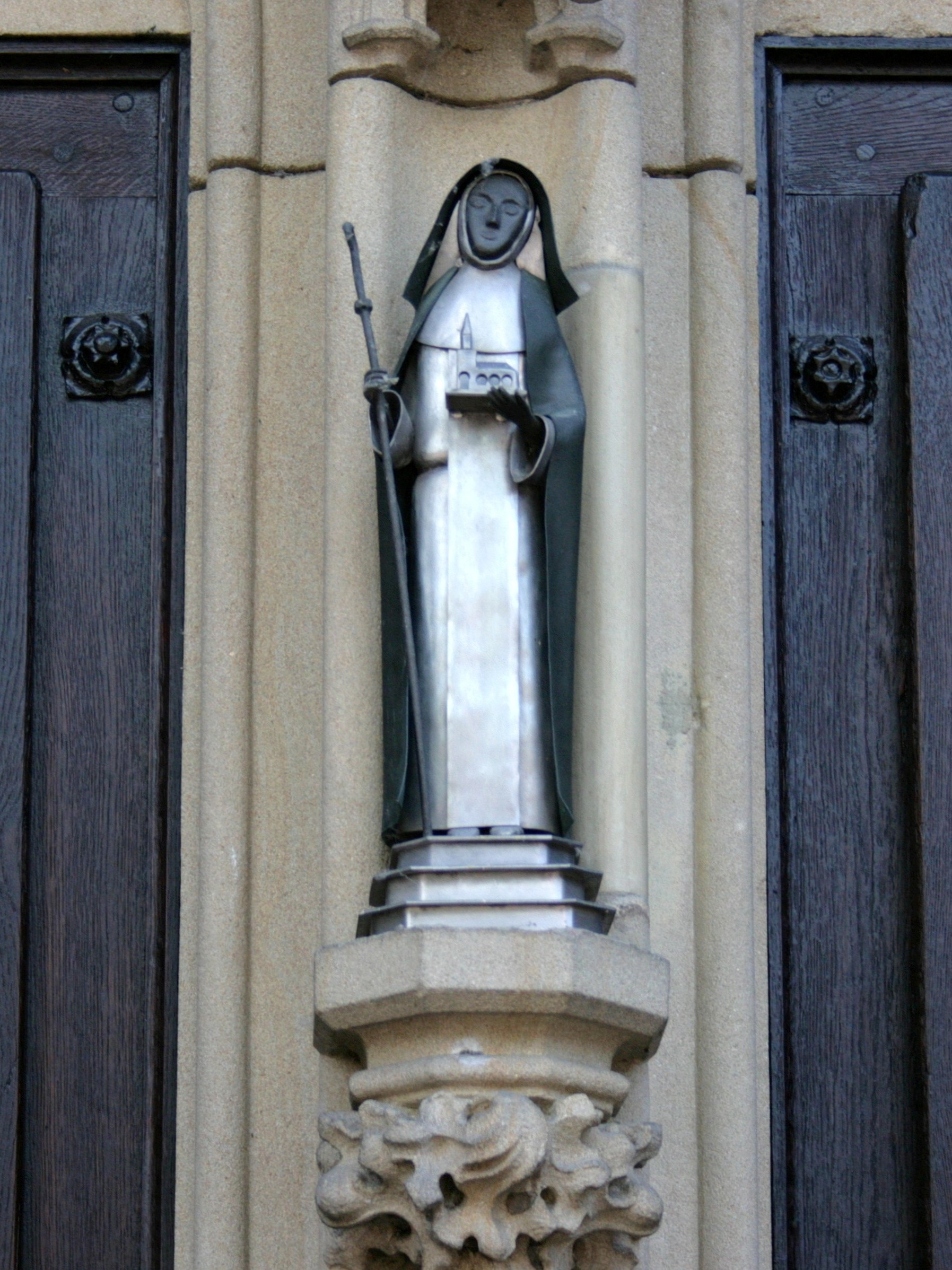
Statue am Eingangsportal der St.-Aldegundis-Kirche in Emmerich, 2010

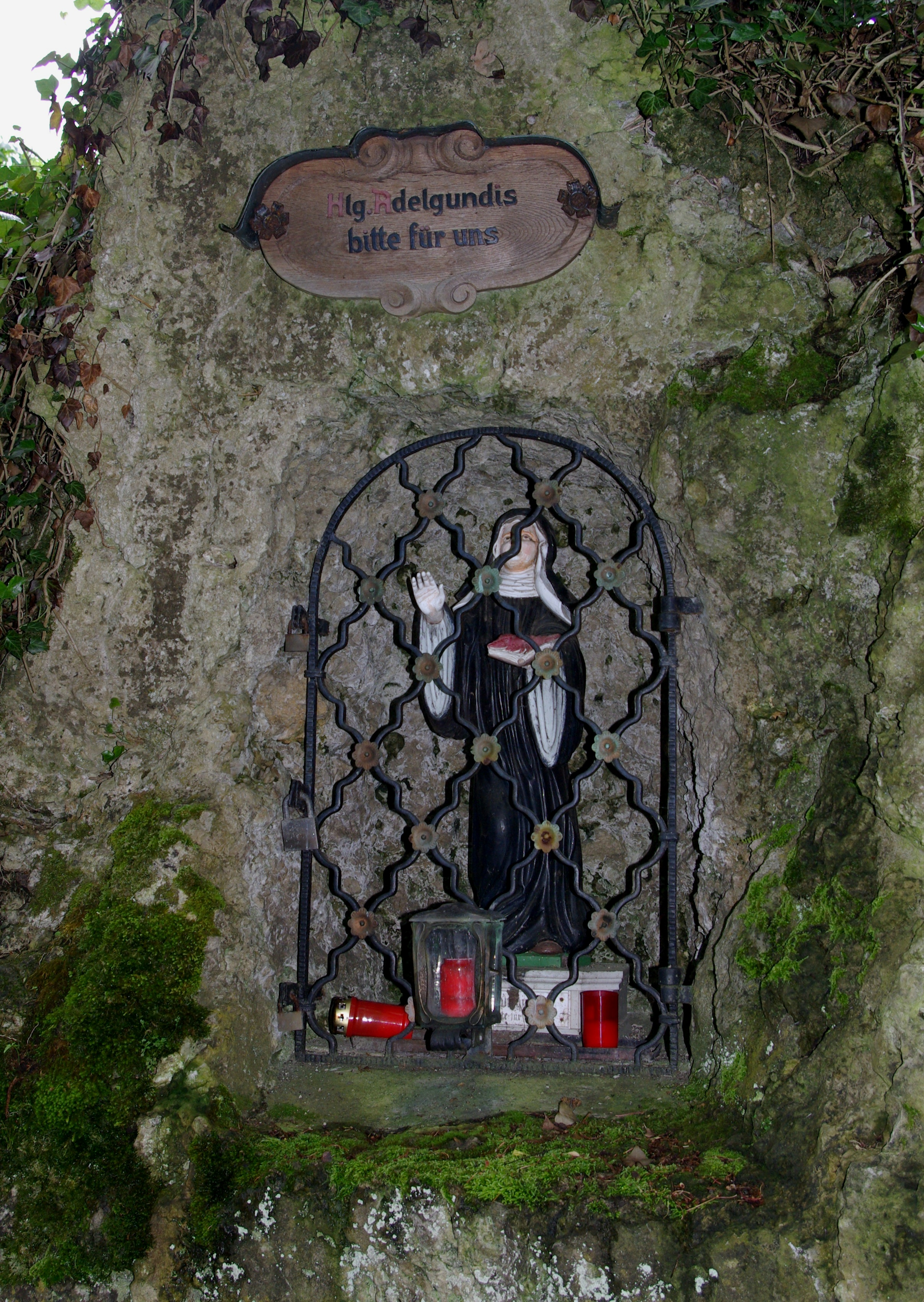
Statue am Hang des Staffelbergs, 2010

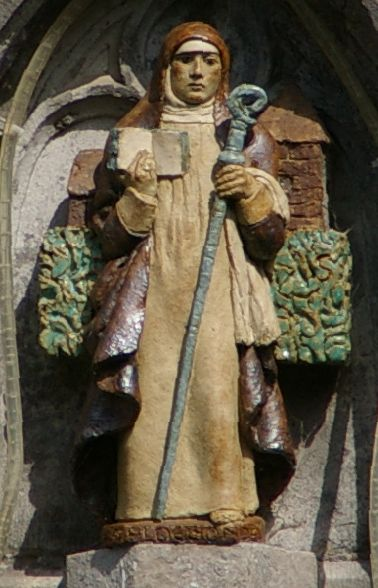
St. Aldegundis mit Krummstab und Regelbuch, Kirche in Noirchain, Belgien

Die heilige Aldegundis oder Adelgundis (* um 630 in Cousolre, Frankreich; † 30. Januar 684) war die Gründerin und Äbtissin des Doppelklosters Maubeuge (lateinisch Malbodium). Die Heilige wird in der katholischen Kirche als Nothelferin bei Krankheit und Todesgefahr angerufen. Ihr Gedenktag ist der 30. Januar.

## Kindheit und Jugend
Aldegundis stammte in direkter Linie aus dem merowingischen Königshaus. Sie wurde als zweite Tochter von Waldebertus I. und seiner Frau Bertilla geboren und lebte mit ihren Eltern und ihrer später ebenfalls heiliggesprochenen Schwester Waldetrudis auf Schloss Cousolre im Hennegau. Sie hegte den Wunsch, einem Kloster beizutreten, jedoch wünschten ihre Eltern eine Verbindung mit dem englischen Königshaus. Aldegundis flüchtete kurz vor der Verehelichung mit dem Sohn des englischen Königs in eine unbewohnte Region an der Sambre. Sie lebte dort als Einsiedlerin, bis ihre Eltern ihrem Wunsch nachgaben.

## Klosterfrau und Äbtissin
Aufgrund ihres inständigen Bittens nahm der heilige Bischof Amand von Maastricht sie 651 in ein Kloster auf. Nach dem Tod ihrer Eltern verwendete Aldegundis ihr Erbe mit Unterstützung der Bischöfe Amand und Autbertus, um 661 im damaligen Malbodium das Doppelkloster Maubeuge zu gründen. Dabei folgte sie dem Vorbild ihrer Schwester, die zuvor ein Benediktinerinnenkloster im heutigen Mons gründete. Aldegundis legte einen Schwerpunkt auf die Kranken- und Armenfürsorge und stiftete dazu ein Hospital. Sie leitete das Kloster als Äbtissin bis zu ihrem Tode infolge einer Krebserkrankung. Das genaue Todesdatum ist nicht gesichert, jedoch wird der 30. Januar 684 als das wahrscheinlichste Datum betrachtet.

## Legende
Im christlichen Glauben erzogen, vernahm Aldegundis als junges Mädchen eine Stimme: Suche dir keinen anderen Bräutigam als den Sohn Gottes! Als 13-Jährige wurde sie dem Sohn des englischen Königs versprochen, doch bevor ihre Eltern Aldegundis zu dieser Ehe zwingen konnten, verstarben sie. Der Königssohn verfolgte seine Braut, aber Aldegundis entkam ihm, weil ein Engel sie über die Fluten eines Flusses geleitete. Neben dieser Legende existieren noch eine Reihe weiterer Erzählungen von Wundern und Heilungen, die Aldegundis zugeschrieben werden. Beispielsweise soll bei der Weihe zur Äbtissin eine Taube den Schleier auf ihr Haupt gelegt haben oder eine Kerze, die umfiel und erlosch, als sie mit ihrer Schwester in ein geistliches Gespräch vertieft war, entzündete sich von selbst, als sie sie wieder in die Hand nahm.

## Heiligenverehrung
Die Verehrung Aldegundis’ verbreitete sich ab dem 8. Jahrhundert, vor allem in Frankreich, den Niederlanden, Belgien, Luxemburg und Deutschland. Die heilige Aldegundis wird häufig zu den Nothelfern gezählt und angerufen bei Fieber, Krebserkrankungen, Kopfschmerzen, Epilepsie, Kinder-, Augen- und Geisteskrankheiten sowie allgemeiner Todesgefahr. Eine bekannte Fürbitte in diesem Zusammenhang ist: St. Adelgundis uns bewahr vor Fieber, Krebs und Todsgefahr.

## Ikonografie
Sie wird in der Kunst häufig als Nonne mit Äbtissinenstab und Regelbuch dargestellt, manchmal ist eine Taube oder ein Krebs hinzugefügt, die auf die Legende und ihr geduldiges Ertragen der Erkrankung hinweisen. Die gelegentliche Darstellung von Krone und Zepter zu ihren Füßen wird als Symbol für den Verzicht auf ihr irdisches Leben als Adelige gedeutet. Die Reliquien der hl. Aldegundis liegen heute in der Pfarrkirche in Maubeuge.

## Patrozinien
Aldegundis ist Namensgeberin des 1097 erstmals urkundlich als Sanctam Aldegundam erwähnten Ortes Sankt Aldegund in Rheinland-Pfalz.